# گمینا ستانپورکوو
گمینا ستانپورکوو (به لهستانی:  Gmina Stąporków) یک گمینا در لهستان است که در شهرستان کونگسکیه واقع شده‌است. گمینا ستانپورکوو ۲۳۱٫۴۱ کیلومتر مربع مساحت و ۱۸٬۳۱۳ نفر جمعیت دارد.